# Мерривезер, Джон
Джон Уильям Мерривезер (англ. John William Merryweather, 25 мая 1932, Аруба, Нидерланды — 24 сентября 2019) — политик и ландшафтный архитектор Арубы. Занимал пост Полномочного министра Арубы с 1986 по 1989 год.

## Биография
Джон Мерривезер родился 25 мая 1932 года на Арубе. Отец — британец, мать — арубанка. Обучался в школе на Ямайке и в США. Позже поступил в Университет Лафборо в Англии, специализация — ландшафтная архитектура. В 1952 году Мерривезер начал работать в нефтяной промышленности. В 1961 году он стал руководителем парковой службы на Арубе. В 1962 году он стал представителем Арубы в недавно созданном Агентстве национальных парков (STINAPA, в настоящее время CARMABI). В 1969 году он возглавил парковую службу Кюрасао, а в 1978 году возглавил туристическое агентство Арубы.
В 1983 году Мерривезер стал членом Патриотической партии Арубы (PPA) и был избран в совет острова Аруба. В апреле 1984 года он вышел из состава совета острова и был назначен в кабинет Полномочного министра Нидерландских Антильских островов в Гааге, Нидерланды.
1 января 1986 года вступил в силу Status aparte, согласно которому Аруба стала составной страной в составе Королевства Нидерландов. Аруба должна была быть представлена полномочным министром в Совете министров Королевства Нидерландов. 10 января Мерривезер был назначен первым полномочным министром Арубы и занимал этот пост до 11 февраля 1989 года.
После пребывания на посту министра Мерривезер работал главой Европейского агентства по туризму для Арубы. В течение своей жизни Мерривезер активно участвовал в работе нескольких спортивных организаций, а также неоднократно занимал должность менеджера футбольного клуба SV Racing Club Aruba.
24 сентября 2019 года Мерривезер умер на Арубе в возрасте 87 лет.

## Награды
- Орден Нидерландского льва[13]
- Орден Оранских-Нассау[13]